# Giovanni Tornike
Giovanni Tornike o Tornikios (in georgiano თორნიკე ერისთავი?; ... – Monte Athos, 985) è stato un generale e religioso georgiano, che si ritirò a vita monastica sul Santo Monte.

## Biografia
Tornikios era un nobile georgiano molto vicino alla casa reale georgiana dei Bagration. Il padre Chordvaneli servì alla corte del monarca Ashot II Kuropalates e fu ambasciatore presso la corte bizantina di Costantino VII Porfirogenito nel 950.
Tornikios ebbe una brillante carriera militare presso la corte georgiana e raggiunse il grado di eristavi equivalente al titolo bizantino di strategos e assunse anche il titolo presso la corte bizantina di patrikios, dopo aver servito alla corte del re David III di Tao nel 963 si ritirò sul Monte Athos con il nome di Ioannis, presso la Lavra di Sant'Atanasio, qui venne raggiunto nel 970 da altri due nobili georgiani Giovanni e suo figlio Eutimio, venerati dalla chiesa come santi.
Nel 976 la complessa successione al trono bizantino fa sì che il generale venga richiamato dal giovane imperatore Basilio II Bulgaroctono per intervenire militarmente contro l'usurpatore Barda II Foca. Il monaco fu molto riluttante ad accettare le offerte dell'imperatore, ma venne convinto dai suoi compagni monaci i quali ritenevano che l'intervento in aiuto dell'impero avrebbe rafforzato la posizione dei monaci eremiti nei confronti dell'autorità. Così convinto si portò alla corte del suo re David III che gli fornì un esercito di 12000 cavalieri. Con questo esercito accorse in aiuto delle forze imperiali comandate da Barda Sclero e nella decisiva battaglia combattuta presso Sarvenisni (Aquae Saravenae o Basilika Therma) nel thema di Charsianon (nei pressi della moderna Kırşehir) contribuì alla sconfitta dei ribelli.
Dopo questa importante vittoria il monaco guerriero ritornò alla sua Santa Montagna. Con il bottino di guerra 1200 libre di oro, costruì assieme ai suoi compagni georgiani Giovanni e Eutimio la lavra di Iviron che per molti secoli fu la lavra dei monaci georgiani sulla Montagna Santa.